# Léon Belières
Léon Belières est un acteur français, né le 14 décembre 1880 dans le 3e arrondissement de Paris, ville où il est mort le 10 janvier 1952 en son domicile dans le 14e arrondissement.

## Biographie
Il fréquente le Conservatoire et débute sur les planches en 1904, dans L'Escapade, une pièce de Georges Berr. Suivent Les Grognards de G. Lenôtre et Henri Cain, La Brebis de Edmond Sée, La Livrée de monsieur le Comte de Francis de Croisset...
Il est inhumé au cimetière de Saint-Ouen (Seine-Saint-Denis). Il fut décoré de la francisque en 1942.

## Filmographie
- 1911 : Max et sa belle-mère de Max Linder
- 1912 : La Dernière Aventure du prince Curaçao de Georges Denola
- 1912 : Les Mystères de Paris d'Albert Capellani
- 1912 : La Fièvre de l'or de Ferdinand Zecca et René Leprince
- 1913 : Les Misérables d'Albert Capellani
- 1913 : La Bohème d'Albert Capellani
- 1913 : Le Fils de Lagardère d'Henri Andréani - (Hilouin)
- 1913 : Les Mystères de Paris d'Albert Capellani
- 1923 : Cœur léger de Robert Saidreau
- 1926 : Le Bouif errant de René Hervil
- 1929 : Figaro de Gaston Ravel - (Batholo)
- 1929 : La Dame de bronze et le Monsieur de cristal de Marcel Manchez
- 1930 : La route est belle de Robert Florey - (Samuel Ginsberg, le fripier)
- 1930 : Atlantis de Ewald André Dupont et Jean Kemm
- 1930 : Le Mystère de la chambre jaune de Marcel L'Herbier - (Sainclair)
- 1930 : Paroles et musique - court métrage - de Maurice Champreux
- 1930 : Un trou dans le mur de René Barberis - (Le comte de Corbin)
- 1930 : Lévy et Cie d'André Hugon - (Salomon Lévy)
- 1931 : La Ronde des heures d'Alexandre Ryder - (L'habilleur)
- 1931 : Le Parfum de la dame en noir de Marcel L'Herbier - (Sainclair)
- 1931 : Un soir, au front d'Alexandre Ryder - (Couturon)
- 1932 : Une petite femme dans le train de Karl Anton - (M. Pommerois, le mari)
- 1932 : Rouletabille aviateur d'Istvan Szekely
- 1932 : Aux urnes, citoyens ! de Jean Hémard
- 1933 : Le Mari garçon d'Alberto Cavalcanti - (M. Champtercier)
- 1933 : Charlemagne de Pierre Colombier - (le docteur)
- 1933 : Les Surprises du divorce de Jean Kemm - (M. Bourganeuf)
- 1933 : Le Maître de forges de Fernand Rivers - (M.Moulinet)
- 1933 : L'abbé Constantin de Jean-Paul Paulin - (L'abbé Constantin)
- 1934 : Un de la montagne de Serge de Poligny
- 1934 : Le Père Lampion de Christian-Jaque "également coscénariste" - (Petit Morin)
- 1934 : La Reine de Biarritz de Jean Toulout
- 1934 : Le Voyage de monsieur Perrichon de Jean Tarride
- 1935 : Le Billet de mille de Marc Didier - (Un pickpocket)
- 1935 : Moïse et Salomon parfumeurs d'André Hugon - (Moïse)
- 1935 : Jonny haute couture de Serge de Poligny - (Rocaille)
- 1936 : Les Mariages de Mademoiselle Lévy d'André Hugon - (Moïse)
- 1936 : Topaze de Marcel Pagnol - (Régis Castel-Blénac)
- 1937 : L'amour veille d'Henry Roussell - (L'abbé Merlin)
- 1937 : Le Porte-veine d'André Berthomieu - (Trichet)
- 1938 : Le Schpountz de Marcel Pagnol - (Meyerboom, le directeur)
- 1938 : Conflit de Léonide Moguy - (Buisson)
- 1938 : Vacances payées de Maurice Cammage - (rambert)
- 1939 : Raphaël le tatoué de Christian-Jaque - (Réginald Brick)
- 1939 : Trois de Saint-Cyr de Jean-Paul Paulin - (M. Le Moyne)
- 1939 : Monsieur Brotonneau d'Alexandre Esway - (Lardier, l'employé)
- 1940 : Marseille mes amours de Jacques Daniel-Norman - (Maître Pastèque)
- 1940 : Miquette de Jean Boyer - (Lahirel)
- 1941 : Ce n'est pas moi de Jacques de Baroncelli - (Parizot)
- 1942 : Dernière Aventure de Robert Péguy - (L'abbé Jocasse)
- 1942 : L'assassin habite au 21 d'Henri-Georges Clouzot - (L'impresario)
- 1943 : Ne le criez pas sur les toits de Jacques Daniel-Norman - (M. Noblet)
- 1943 : Le Soleil de minuit de Bernard Roland - (Le directeur de l'usine)
- 1944 : Le Bal des passants de Guillaume Radot - (M. Ozanne)
- 1946 : L'Affaire du Grand Hôtel d'André Hugon
- 1946 : Master Love de Robert Péguy - (Le pasteur)
- 1947 : La Dame de Haut-le-Bois de Jacques Daroy - (Le curé)
- 1948 : Le Comédien de Sacha Guitry - (Le directeur)
- 1948 : Les Bienfaits de Monsieur Ganure - court métrage - d'André Hugon
- 1949 : Le Sorcier du ciel de Marcel Blistène - (M. Mandy, le maire d'Ars)
- 1949 : Millionnaires d'un jour d'André Hunebelle - (Jules Flamand, le publiscitaire)
- 1952 : Paris chante toujours de Pierre Montazel - (Le président des vieux comédiens)
- 1952 : Ils sont dans les vignes de Robert Vernay

## Théâtre
- 1912 : L'Escapade de Gabriel Trarieux, Théâtre Michel
- 1913 : Blanche-Câline de Pierre Frondaie, Théâtre Michel
- 1913 : L'Occident d'Henry Kistemaeckers, Théâtre de la Renaissance
- 1913 : Un fils d'Amérique de Pierre Veber et Marcel Gerbidon, mise en scène Abel Tarride, Théâtre de la Renaissance
- 1914 : Monsieur Brotonneau de Robert de Flers et Gaston Arman de Caillavet, Théâtre de la Porte-Saint-Martin
- 1921 : Les Grognards de G. Lenotre et Henri Cain, Théâtre Sarah-Bernhardt
- 1926 : Monsieur de Saint-Obin d'André Picard et Arnold Marsh Harwood, Théâtre des Mathurins
- 1927 : La Livrée de M. le Comte de Francis de Croisset d'après Melville Collins, Théâtre de l'Avenue
- 1939 : Fascicule noir de Louis Verneuil, Théâtre des Célestins, Théâtre des Bouffes-Parisiens
- 1941 : Le Maître de forges de Georges Ohnet, mise en scène Robert Ancelin, Théâtre de la Porte-Saint-Martin